# علامتا تنصيص
المُزدوجان أو علامتا التنصيص أو الاقتباس ويُرمزُ لهما بـ «» هما علامتا ترقيم تُستخدمان في العديد من أنظمة الكتابة على هيئة أزواج للاقتباس، أو نقل الكلام المباشر، أو وضع شبه جملة. استعمالهما الرّئيس لإظهار عبارة، كلمة أو قول. تُستعملُ لتحديد خطابات منقولة وحواراتٍ أيضًا. إضافةً إلى أنّها قد تُستعمل - في بعض الأحيان - لإظهار أنّ العبارة أو التّعبير ليس لديهما مدلول أدبي أو اعتيادي، أي أنهما يستعملان للتهكّم. ويُفضّل وضع الأسماء أو الكلمات الأجنبية المنقولة صوتيًّا وغير المألوفة بين علامتي اقتباس. ولا يُوضع فراغ ما بين علامة الاقتباس الأولى والكلمة الأولى، ولا بين علامة الاقتباس الأخيرة، والكلمة الأخيرة. يستعمل البعض علامتا الاقتباس اللاتينية " ".

## علامة الاقتباس والحوارات
يقول: «أنا قادمٌ فورًا».
«كلا»، قال الصَّوت في الطَّرف الآخر: «توجَّه مباشرةً إلى المُستشفى، أعتقدُ أنَّنا نواجه مشكلة أخرى».
عند استخدام علامات الاقتباس لتصويرِ حوار، فإنَّ علامة الاقتباس لا تُنقل إلى خارج علامات الترقيم الأخرى الموجودة في الحوار. في الحواراتِ تُسبق علامات الاقتباس بالنقطتان الرّأسيّتان بعد فعل القول دائمًا. يقول: «كان هنا».

## استخدام علامة الاقتباس للفت الانتباه
تستخدم علامتي التنصيص عند الحديث عن لفظة ومناقشة معانيها واستخداماتها، وليس في سياق الكلمة:
- مثال: انتهت هذه الدراسة إلى أنَّ «إن» وردت في القرآن الكريم أكثر مما وردت «إذا» وذلك ما يفهم من قول الأقدمين: إن «إذا» تقع شرطًا في الأشياء المحققة الوقوع ولذا وردت شروط القرآن بها.

ولعل القارئ يشعر عند قراءة هذه العبارة لأول مرة، وجود خطأ في التعبير حيث لم نعتد قراءة أن إن إذا، ثم ماذا يقصد الكاتب بقوله: أكثر مما وردت إذا؟.
وقد يتبين القارئ بعد تأمل وقراءة ثانية أن الكاتب إنما يتحدث عن «إن» و«إذا» الشرطيتين، ولذا وجب وضعهما بين هاتين العلامتين منعًا للبس.

## استخدام علامة الاقتباس للعناوين
مُعظم العناوين يجب أن تكون مائلة؛ ولكن في بعضِ الحالات تكون علامة الاقتباس مُلاءمة أكثر، خاصَّةً عند استخدامِ مزيجٍ من العناوين من منشورٍ واحد. على سبيل المثال، إضافةً إلى عنوان المجلَّة، عناوين المقالات، أو عنوان كتاب، إضافةً إلى عناوين الفصول.
على سبيل المثال، للإشارة إلى مقالٍ بعنوان: علامات الترقيم، في مجلَّة العربي، بدون استخدام الخطّ المائل لتعيين اسم المجلَّة وعنوان المقال، في هذه الحالة، يمكن استخدام الخطّ المائل لاسم المجلَّة، ووضع عنوان المقال بين علامة الاقتباس. أي: مجلة العربي «علامات الترقيم».
غالبًا ما تُستخدم علامة الاقتباس في عناوين الأعمال القصيرة: مقالات، عناوين الفصول، قصص قصيرة، يوميَّات.
استخدام علامة الاقتباس للعناوين غير صحيحٍ نحويًّا؛ إلَّا أنَّها مسألة أسلوب، تعتمد على كيفيّة تنسيق عناوين، وطريقة الكاتب.

## لوحة المفاتيح
تُكتَبُ علامة الاقتباس العربيّة من طريقِ استخدام الرّموز الموجودة في برامج مُحرّر النّصوص، حيثُ إنّ الضَّغط على مفتاحي ط+⇧ Shift في لوحة المَفاتيح يُنتجُ علامة الاقتباس اللّاتينيّة.
في ويندوز، يمكن كتابة علامتي التنصيص بالضغط على (Alt + 174) للعلامة اليمنى («)، والضغط على (Alt + 175) للعلامة اليسرى (»).

## استخدام علامة الاقتباس للنّصوص المُقتبسة
مثل الحوارات، تُعدّ الآيات القرآنيّة، والأحاديث النّبويّة، وأقوال الحُكماء والفلاسفة، والأمثال، والشّعر، والنّثر، والكلام العربي المُقتبس، من النّصوص الّتي يجب حصرها بين علامة اقتباس: وهذا هو أساس استخدام علامة الاقتباس.
مثل، قال تعالى: «قُلْ هُوَ اللَّهُ أَحَدٌ».
من الحديث النّبوي، قوله ﷺ : «إِنّ اللَّهَ تَعَالى يُحِبُّ إِذَا عَمِلَ أَحَدُكُمْ عَمَلاً أَنْ يُتْقِنَهُ».
يُفضّل بعض الكتّاب استخدام الأقواس للآيات القرآنيّة والأحاديث النّبويّة بدلًا من علامة الاقتباس.
في الشّعر تُستخدم علامة الاقتباس فيما يُسمّى التّضمين: أنْ يُضَمِّنَ الشّاعرُ شطرًا أو بيتًا من غيره، أو آيةً قرآنيّة أو بعضها، أو حديثًا نبويًّا أو بعضه، إلخ...، نحو:
قول عبد الله بن عمرو، الملقّب بالعرجي:
| علامتا تنصيص | على أنّي سأنشدُ عند بيعي «أضاعوني وأيُّ فتىً أضاعوا» | علامتا تنصيص |

فهو مأخوذ من مقامات الحريري:
| علامتا تنصيص | أضاعوني وأيُّ فتىً أضاعوا ليومِ كريهةٍ وسدادِ ثَغْرِ | علامتا تنصيص |

## مُلخَّص
بعضُ النَّصائح النِّهائيَّة لاستخدام علامة الاقتباس:
- تستخدم علامة الاقتباس عند اقتباسِ جزءٍ من حوارٍ أو قول أو نصٍّ مُقتبس.
- تستخدم علامة الاقتباس للفت الانتباه.
- يُستخدم الخط المائل لأسماء الكُتب والمجلَّات. وتستخدم علامة الاقتباس للعناوين القصيرة، الأجزاء من قطع، مثل: المواد والفصول.
- يُفضّل وضع الأسماء أو الكلمات الأجنبية المنقولة صوتيًا وغير المألوفة بين علامتي اقتباس.
- لا يُوضع فراغ ما بين علامة الاقتباس الأولى والكلمة الأولى، ولا بين علامة الاقتباس الأخيرة، والكلمة الأخيرة.